# Csogá Zanbil
Csogá Zanbil (perzsául: چغا زنبيل) város Huzesztán tartományban, Iránban. Az irodalomban Csoga Zanbil, Csoga Zambil és Csoga Zembil névalakban is előfordul.

## Fekvése
Szúzától 40 km-re délkeletre fekvő település.

## Története
Csogá Zanbil i. e. 1300 körül virágzó elámi település volt, melyet az Elámi Birodalom királya, Untas-Napirisa építtetett. Csogá Zanbilt a kr. e. 7. században Assur-bán-apli csapatai foglalták el. Az elámita korszaknak az i. e. 6. században lett vége. A város neve „kosár hegyeket” jelent.
A fallal körülvett város mintegy fél évszázadig állt fenn, királya Untas-Napirisa itt hatalmas, egykor hétszintes zikkuratot (áldozati tornyot) épített.
A zikkurat, melynek magassága 105 méter, a legnagyobb eddig talált elámi zikkurat volt. Egyik éle például 1200 méter hosszú volt. A romjaiban is rendkívül impozáns zikkurat 50 méter magasan levő tetőteraszán egykor Insusinak elámi isten temploma állt. A templomnak négy terasza volt, vályogtéglákból épült, és felső emeleteit valószínűleg mázas csempe borította. Bejáratánál életnagyságú, terrakotta fél-bikák és griffek találhatók.
A zikkurat közelében három másik templom állt.
A településtől kissé északkeletre négy palotát is feltártak, melyeket színes csempék díszítettek.

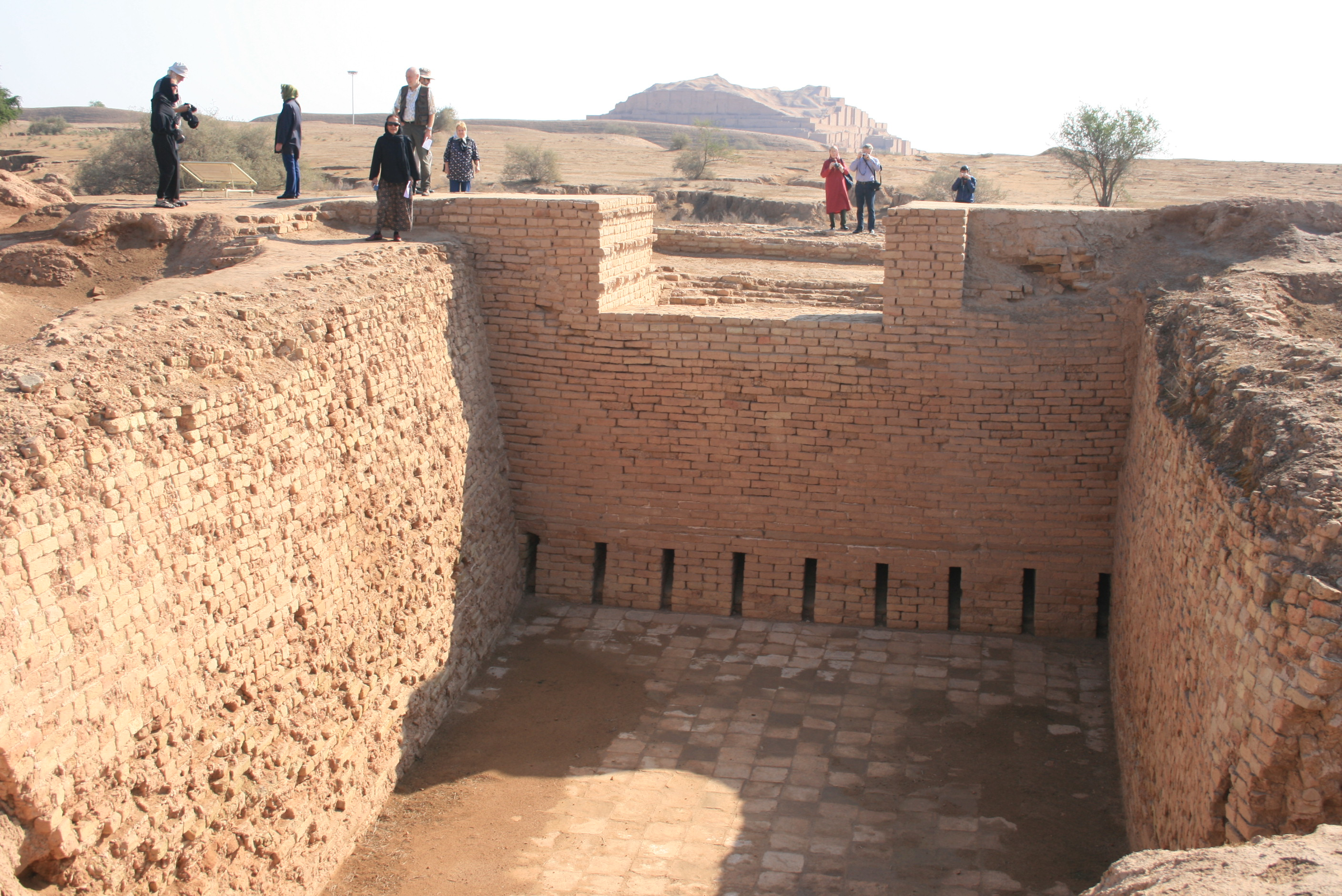
Csogá Zanbil víztárolója

Feltárták a város víztárolóját és csatornarendszerét is, mely egykor 50 km hosszú volt és a Szúza közelében lévő Karkheh folyóból szállította ide a vizet, mivel a városban a talajvíz szintje több mint 50 méter mélységben volt. A csatornát még Utash-Napirisha építtette, víztisztító medencével is el volt látva. A több mint 3000 éves építmény maradványai ma is láthatók az északnyugati városfalnál. Ez a legrégibb víztisztító üzem a világon.